# NGC 7484
NGC 7484 est une vaste galaxie elliptique située dans la constellation du Sculpteur. Sa vitesse par rapport au fond diffus cosmologique est de 2 458 ± 28 km/s, ce qui correspond à une distance de Hubble de 36,3 ± 2,6 Mpc (∼118 millions d'al). NGC 7484 a été découverte par l'astronome britannique John Herschel le 18 septembre 1834.
NGC 7484 est une source radio de faible intensité.